# 爱国党 (土耳其)

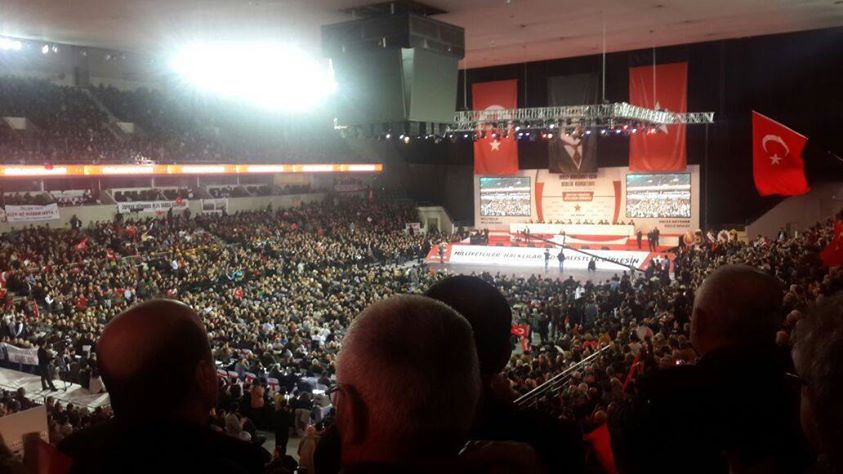
2015年爱国党大会

爱国党（土耳其語：Vatan Partisi）是土耳其的一个政党。该党成立于1992年7月10日，当时取名为工人党。2015年2月5日，该党改用现名。该党的意识形态是凯末尔主义、乌鲁萨尔主义、欧亚主义、硬欧洲怀疑主义、土耳其民族主义、民粹主义，过去还奉行毛主义。该党的主席是多乌·佩林切克，秘书长是厄兹居尔·布尔萨勒。该党的总部位于安卡拉。该党出版日报《照明》。该党的智库是国家战略中心。该党的青年翼是“先锋青年”和“劳动青年”。该党的妇女翼是“先锋妇女”。该党的党歌是《工人、农民和人民的党》。在2023年土耳其总统选举的第二轮，该党支持正义与发展党候选人雷杰普·塔伊普·埃尔多安。2025年，该党有13323名成员。